# 조니 모즐리
조너선 윌리엄 "조니" 모즐리(영어: Jonathan William "Jonny" Moseley, 1975년 8월 27일~)은 미국의 은퇴한 프리스타일 스키 선수로 주 종목은 모굴이다. 1998년 동계 올림픽에서 남자 모굴 부문 금메달을 획득했다.